# Raphael Dressler
Raphael Dressler   (Graz, 1784 - Magúncia, 12 de febrer de 1835) fou un flautista i compositor austríac.
El 1809 es donà conèixer per un concert que va atraure sobre ell l'atenció general. Aquell mateix any passà a Viena, sent nomenat primer flauta del teatre de la porta de Caríntia. El 1817 acceptà la plaça en la capella de la cort de Hannover, i després residí a Londres per espai de 14 anys, retornant el 1832 a la seva pàtria.
Va compondre prop de 100 obres per a flauta, violí i violoncel; tríos per a flauta, violí i violoncel; deu obres de duets per a dues flautes i nombrosos estudis, capricis i temes diversos.